# Sede suburbicaria di Porto-Santa Rufina

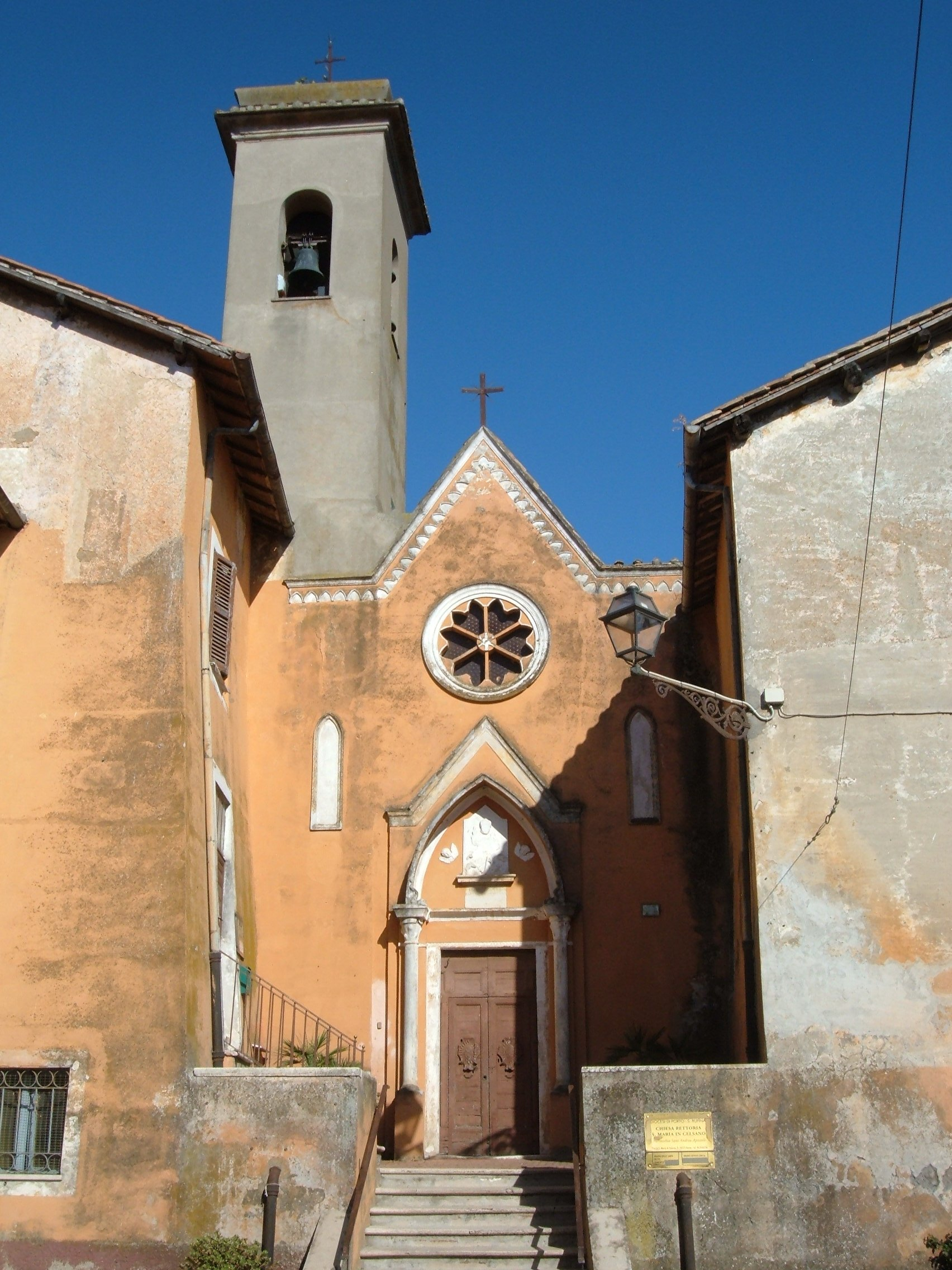
La chiesa di Santa Maria in Celsano a Santa Maria di Galeria, che fu meta di grande devozione popolare.

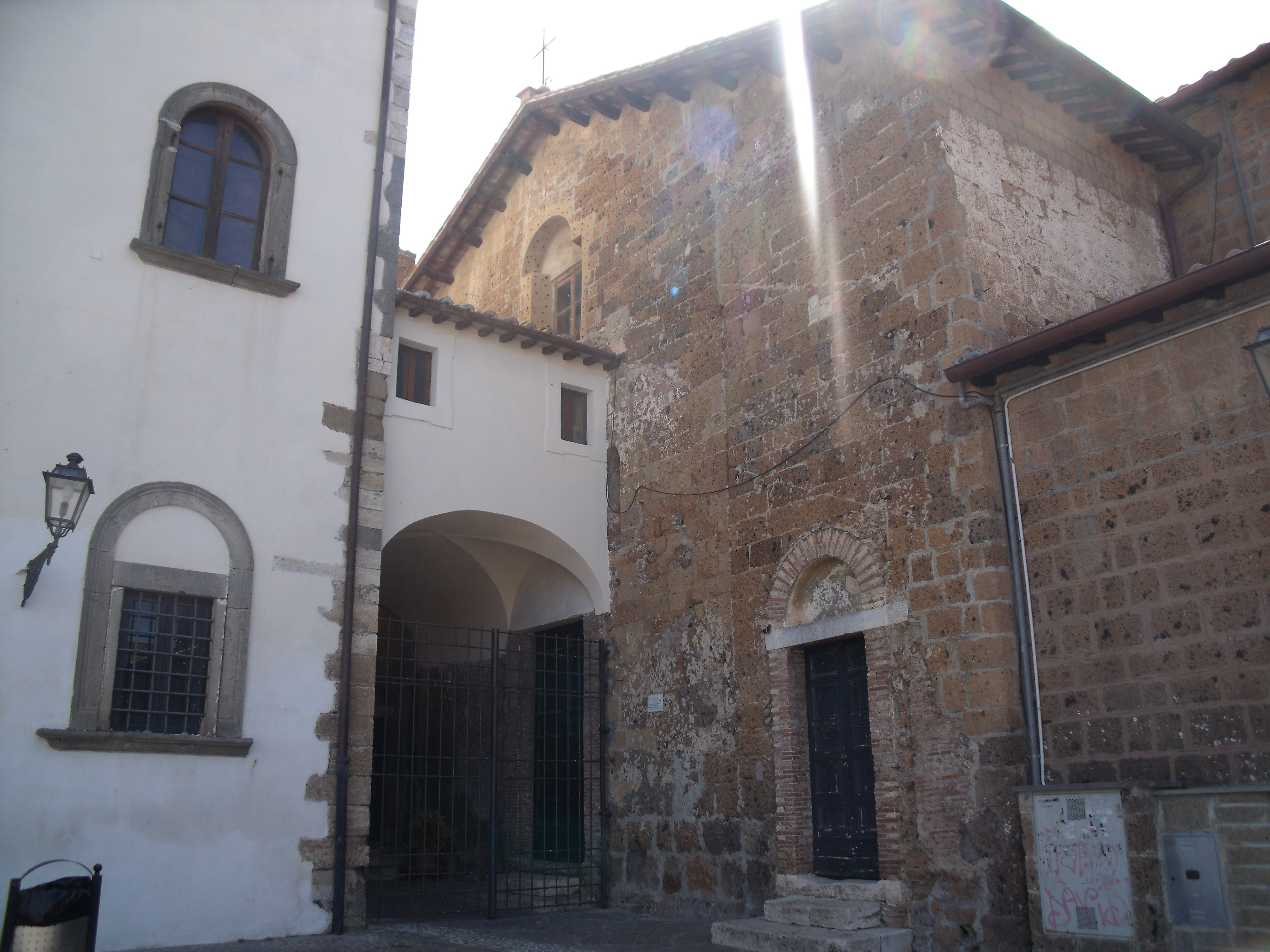
La chiesa di Santa Maria Maggiore, antica cattedrale della diocesi di Cerveteri.

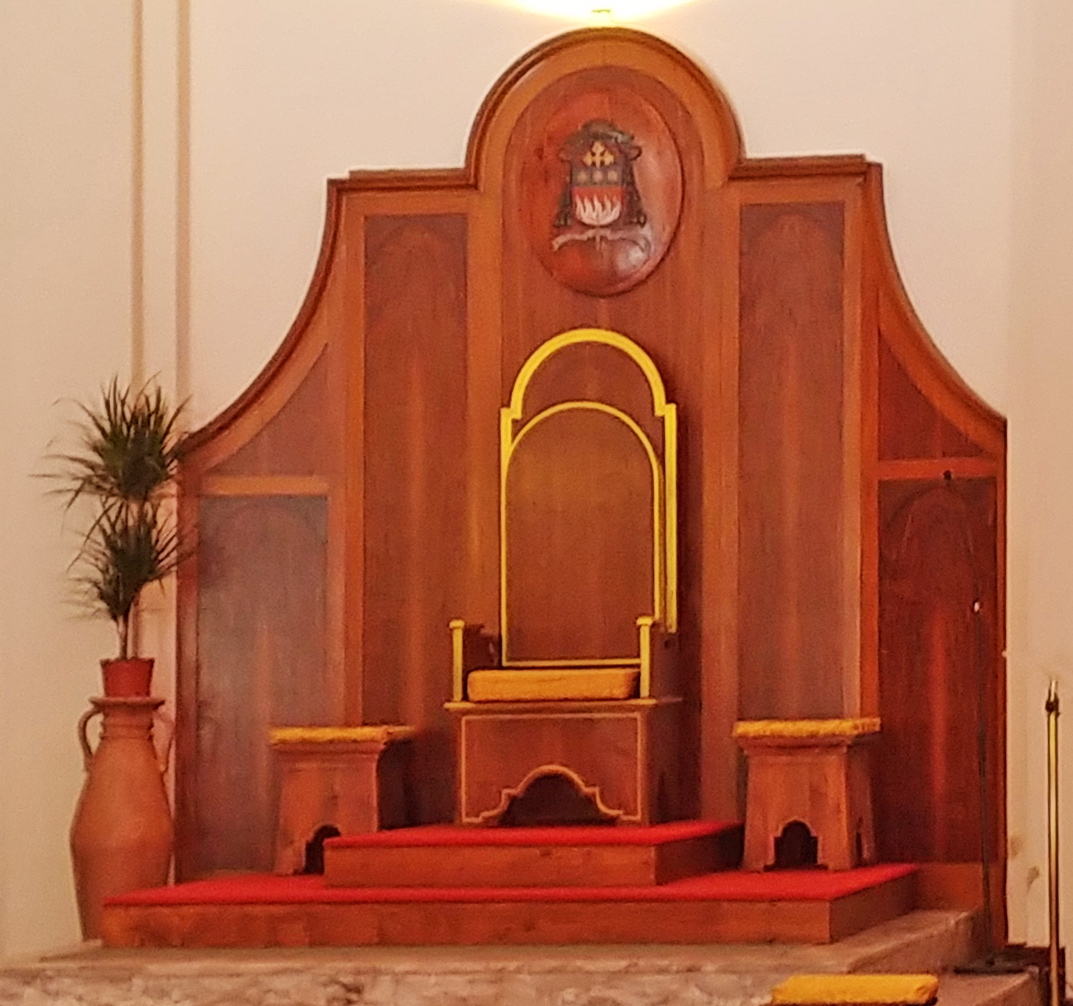
La cattedra episcopale, nella cattedrale dei Sacri Cuori di Gesù e Maria a La Storta.

La sede suburbicaria di Porto-Santa Rufina (in latino Portuensis-Sanctae Rufinae) è una sede della Chiesa cattolica in Italia suffraganea della diocesi di Roma appartenente alla regione ecclesiastica Lazio. Nel 2023 contava 418.000 battezzati su 476.000 abitanti. È retta dal vescovo Gianrico Ruzza, mentre il titolo è del cardinale Beniamino Stella.

## Territorio
La diocesi comprende un vasto territorio che si estende a nord-ovest della città di Roma, costituito dai comuni di Fiumicino, Cerveteri, Ladispoli, Santa Marinella, Riano e Castelnuovo di Porto; dalle frazioni di Santa Severa Nord del comune di Tolfa, e di Castel Giuliano del comune di Bracciano; e da gran parte del territorio dei municipi XI, XII, XIII, XIV e XV del comune di Roma, esterni al Grande Raccordo Anulare.
La chiesa cattedrale, dedicata ai Sacri Cuori di Gesù e Maria, sorge in località La Storta, nel comune di Roma, dove si trovano anche gli uffici della curia vescovile e il seminario diocesano. Fino alla sua costruzione e dedicazione nel 1950, fungeva da cattedrale la chiesa dei santi Ippolito e Lucia, in località Borgo di Porto (all'interno dell'Episcopio di Porto), frazione di Fiumicino, oggi concattedrale. Tra le chiese di maggior interesse storico presenti in diocesi si annoverano la chiesa di Santa Maria Maggiore, ex cattedrale della diocesi di Cerveteri, e la chiesa della Madonna di Ceri, entrambe nel comune di Cerveteri.

### Parrocchie e vicariati
Il territorio si estende su 2.000 km² ed è suddiviso in 57 parrocchie, raggruppate in 5 vicariati foranei: La Storta-Castelnuovo di Porto, Porto Romano, Selva Candida, Maccarese, Cerveteri-Ladispoli-Santa Marinella.
Elenco delle parrocchie della diocesi, aggiornato al 10 marzo 2025:
- Bracciano: San Filippo Neri (Castel Giuliano);
- Castelnuovo di Porto: Santa Maria Assunta, Santa Lucia (Pontestorto);
- Cerveteri: San Martino Vescovo (Borgo San Martino), Immacolata Concezione della Beata Vergine Maria (Ceri), Santissima Trinità, Santa Maria Maggiore, Sant'Eugenio (I Terzi), San Francesco d'Assisi (Marina di Cerveteri), Santa Croce (Furbara);
- Fiumicino: Santa Maria degli Angeli, Nostra Signora di Fatima (Aranova), Santa Maria Porto della Salute, San Luigi Gonzaga (Focene), Assunzione della Beata Vergine Maria (Fregene), San Gabriele dell'Addolorata (Fregene), Santa Maria Madre della Divina Provvidenza (Isola Sacra), Santa Paola Frassinetti (Isola Sacra), Santa Maria Stella Maris (Lido del Faro), Sant'Antonio di Padova (Maccarese), San Giorgio (Maccarese), Santi Filippo e Giacomo (Palidoro), San Benedetto Abate (Parco Leonardo), Sant'Anna (Passoscuro), Santi Ippolito e Lucia (Porto), San Pietro Apostolo (Testa di Lepre), Sant'Antonio Abate (Torrimpietra), Sant'Isidoro (Tragliata), San Francesco d'Assisi (Tragliatella);
- Ladispoli: Sacro Cuore di Gesù, San Giovanni Battista, Santa Maria del Rosario, Santissima Annunziata (Palo Laziale);
- Roma: Santa Maria di Loreto (Boccea), Santa Maria Goretti (Casal Lumbroso), Santa Maria di Nazareth (Casalotti), Santa Rita da Cascia (Casalotti), Sante Rufina e Seconda (Casalotti), Spirito Santo (Castel di Guido), San Giovanni Battista (Cesano), San Pancrazio (Isola Farnese), Beata Vergine Maria Immacolata (La Giustiniana), Sacri Cuori di Gesù e Maria (La Storta), Madonna di Fatima (Massimilla), Corpus Domini (Massimina), Santi Pietro e Paolo (Olgiata), Sant'Andrea Apostolo (Osteria Nuova), Santi Marco Evangelista e Pio X (Pantan Monastero), Santa Maria Madre della Divina Grazia (Ponte Galeria), Natività di Maria Santissima (Selva Candida);
- Riano: Beata Vergine Maria Madre della Chiesa (La Rosta), Immacolata Concezione della Beata Vergine Maria;
- Santa Marinella: San Giuseppe, Santa Maria del Carmelo, San Tito, Sant'Angela Merici (Santa Severa).

## Storia
Questa diocesi è formata dall'unione di due antiche sedi suburbicarie: Porto, l'antico porto principale di Roma, situato sulla riva destra del Tevere prospiciente Ostia; e Selva Candida, un villaggio sorto intorno alla basilica delle sante sorelle martiri Rufina e Seconda, situata lungo la via Cornelia, che corrisponde all'attuale via Boccea.

### Porto
La fede cristiana mise radici nella zona di Porto molto presto. Sono noti i nomi di vari martiri di Porto, tra cui Aconzio; Giacinto; Ercolano e Taurino; Eutropio, Zosima e Bonosa; Marziale, Saturnino, Epitteto, Maprile, Felice e compagni.
Il più importante e patrono della diocesi è sant'Ippolito, tradizionalmente conosciuto come primo vescovo di Porto, martire verso la metà del III secolo, il cui culto è documentato già alla fine del IV secolo; ad Ippolito fu edificata una basilica extramurana sul luogo del martirio, riportata alla luce negli scavi di fine Novecento nel sito archeologico dell'Isola Sacra (Fiumicino). Un'altra basilica, chiamata "basilica urbana", fu scavata a partire dal XIX secolo nei pressi del molo esagonale traianeo; benché non vi siano a tutt'oggi prove archeologiche, può essere identificata con la basilica dei Santi Pietro, Paolo e Giovanni Battista, prima cattedrale della diocesi, fatta edificare da Costantino I iuxta portum urbis Romae, ossia "presso il porto di Roma".
Il primo vescovo storicamente documentato è Gregorio, che nel 314 partecipò al concilio di Arles nelle Gallie. Gli scavi archeologici hanno riportato alla luce due epigrafi con i nomi di due vescovi portuensi: una prima epigrafe, della fine del IV secolo, testimonia la costruzione della basilica di Sant'Ippolito per mano del vescovo Eraclida; una seconda iscrizione, datata tra IV e V secolo, riferisce della costruzione della basilica ai santi Eutropio, Zosima e Bonosa ad opera del vescovo Donato.
Tra i successivi vescovi portuensi si possono ricordare: Pietro, Erennio e Casto, che presero parte ai concili celebrati dai vescovi di Roma nel 465, nel 487 e negli anni 501 e 502; Felice, contemporaneo e corrispondente di Gregorio Magno; Giovanni, che fu delegato delle Chiese d'Occidente al concilio di Costantinopoli del 680/681; Gregorio, che accompagnò papa Costantino a Costantinopoli (710); Citonato, presente alla consacrazione dell'antipapa Costantino II (767); Rodoaldo, che agì difformemente dalle istruzioni ricevute nel caso di Fozio a Costantinopoli (862), e che fu deposto per avere favorito il divorzio di Lotario II di Lotaringia.
Nell'864 divenne vescovo di Porto Formoso, futuro papa; a causa della decadenza della città di Porto e delle incursioni dei saraceni, fu probabilmente Formoso a trasferire la sede episcopale e la cattedrale nell'isola Tiberina. Nel 1018 la bolla Quoties illa di papa Benedetto VIII riferisce ormai di un totale abbandono e del definitivo trasferimento della cattedrale e dell'episcopio nella basilica di San Bartolomeo all'Isola.
Durante l'episcopato di Giovanni IV (1049-1066), papa Leone IX definì i confini della diocesi in rapporto a quella di Selva Candida: la diocesi era compresa dal corso del Tevere a partire da Ponte Rotto, l'Isola Tiberina o Lycaonia fino a Porta Settimiana, da qui il confine saliva a Porta San Pancrazio e seguiva la via Aurelia fino al ponte sul fiume Arrone; si dirigeva verso il mare passando per Palidoro e, tenendo sulla destra il tenimento di Palo, passava per il tenimento di Maccarese; raggiunta la riva del mare il confine proseguiva fino alla foce del Tevere comprendendo l'Isola Sacra per risalire fino a Ponte Rotto; venivano quindi confermati a Porto tutta la zona di Trastevere e l'isola Tiberina, lasciando al vescovo il privilegio di datare i suoi documenti con la formula Datum Romae. Nel 1059 il vescovo di Porto vinse la controversia con il vescovo di Selva Candida relativamente all'intero possesso dell'Isola tiberina e delle chiese di San Bartolomeo e di San Giovanni Calibita.
Sempre nell'XI secolo la sede vescovile di Cerveteri fu abbandonata e i vescovi di Porto estesero la loro giurisdizione a quella città.

### Selva Candida (o Santa Rufina)
La diocesi di Selva Candida deve la sua origine alla basilica sorta sul luogo del martirio delle sante Rufina e Seconda sulla via Cornelia nel fundus de Buxus o de Bucca o Boccea. Altri importanti santuari martiriali presenti nel territorio erano quelli dei santi persiani Maris, Marta, Audifax e Abacuc, anch'esso sulla via Cornelia, e quello dedicato ai santi Basilide e compagni sulla via Aurelia.
Il primo vescovo noto è Adeodato che presenziò nel 501 ad un sinodo convocato dal re Teodorico per giudicare l'operato di papa Simmaco; un omonimo è menzionato in un altro sinodo del 499 come Adeodatus Lorensis; ciò fa supporre che i vescovi di Lorium sulla via Aurelia abbiano trasferito la loro residenza a Selva Candida. Dopo Adeodato è noto il vescovo Valentino, vicario di Roma durante l'assenza di papa Vigilio, che ebbe le mani tagliate da Totila, e che condivise le sorti di Vigilio a Costantinopoli sulla questione dei Tre Capitoli. Valentino è documentato nelle fonti sia come episcopus ecclesiae Silvae Candidae, con indicazione del toponimo da cui la diocesi traeva il proprio nome, sia come episcopus a sanctae Rufina et Secunda, in riferimento al principale santuario che si trovava a Selva Candida.
Probabilmente a partire dal VI secolo, la diocesi di Selva Candida assorbì il territorio dell'estinta diocesi di Acquaviva.
I successivi vescovi di Selva Candida sono noti per lo più per la loro partecipazione ai concili celebrati dai pontefici a Roma. Secondo le indicazioni riportate dal Liber Pontificalis, la sede episcopale e la basilica delle Sante Rufina e Seconda vennero ristrutturate dai papi Adriano I (772-795) e Leone IV (847-855); distrutte dai Saraceni attorno al 900, furono ricostruite all'epoca di Sergio III (904-911) e del vescovo Ildebrando (905-910).
Tra i vescovi più importanti si ricorda nell'XI secolo Pietro, documentato come vescovo di Selva Candida tra il 1026 e il 1037. Nel 1026 papa Giovanni XIX gli confermò tutti i possedimenti dipendenti dalla sua giurisdizione vescovile, che vengono enumerati nella bolla del 17 dicembre; tra questi si possono menzionare le località di Baccano, Bottaccia, Boccea, Castel di Guido, Castel Campanile, Cesano, Castel Giuliano, Formello, Isola Farnese, Leprignana, Luterno (Valle Luterana), Olgiata, Palidoro, Palo, Riano, Galeria, Santa Marinella, Santa Severa, Sasso, La Storta, Testa di Lepre, Torrimpietra, Tragliata. Nella stessa bolla il pontefice assegnava a Pietro e ai suoi successori la chiesa dei Santi Adalberto e Paolino sull'Isola Tiberina, quale episcopale domicilium et congruum receptaculum. In una successiva bolla di novembre 1037, papa Benedetto IX, oltre a confermare i privilegi già concessi in precedenza, assegnò a Pietro e ai suoi successori, in perpetuo, il titolo di cancellieri e di bibliotecari della Sede Apostolica, che, dopo l'unione, passò ai vescovi di Porto.
Con la bolla del 1026, ai vescovi di Selva Candida furono assegnate anche tutte le chiese della Città leonina, cinque monasteri e la facoltà di compiere le funzioni liturgiche e le ordinazioni nella basilica di San Pietro. Questi privilegi furono gradualmente aboliti solo dopo la fine della cattività avignonese, quando i pontefici trasferirono la propria residenza dal Laterano al Vaticano.
Gli ultimi due cardinali vescovi di Selva Candida furono Umberto (1051-1061) e Mainardo (1061-1073), stretti collaboratori dei pontefici nell'azione riformatrice della Chiesa, che passò alla storia come riforma gregoriana.

### Porto e Santa Rufina
Papa Callisto II, nel 1119, unì in modo definitivo la sede di Porto con quella di Selva Candida (chiamata anche Santa Rufina), unione confermata da papa Adriano IV (1154-1159).
Fra i cardinali vescovi più noti delle sedi unite possiamo ricordare: Teodevino (1134-1153), tedesco, inviato in varie missioni in Germania ed in Terra Santa; Bernardo (1158-1176) che si adoperò per portare la pace tra papa Adriano IV e Barbarossa; Teodino degli Atti (1178-1186) che esaminò la causa di san Tommaso Becket; Ottone Candido (1244-1251), dei marchesi di Monferrato, inviato in molte occasioni come legato di papa Innocenzo IV presso Federico II; Robert Kilwardby, già arcivescovo di Canterbury, avvelenato a Viterbo nel 1279; Matteo d'Acquasparta (1291-1302) e Giovanni da Morrovalle (1302-1312), già ministri generali dell'Ordine francescano; Jacques d'Euse (1313-1316), primo cardinale di Porto diventato papa con il nome di Giovanni XXII.
Il 21 luglio 1452 la diocesi di Santa Rufina fu separata dalla sede suburbicaria di Porto, ma già l'anno successivo, dopo la morte del cardinale Francesco Condulmer le due sedi furono riunite.
In seguito occuparono la sede: Rodrigo Borgia (1476-1492) futuro papa Alessandro VI; Gian Pietro Carafa (1553) futuro papa Paolo IV; Alessandro Farnese il giovane (1578-1580); Fulvio Giulio della Corgna (1580-1583); Ulderico Carpegna (1675-1679) che lasciò un'eredità per sostenere le spese delle missioni popolari da tenersi ogni quattro anni; Pietro Ottoboni (1687-1689), futuro papa Alessandro VIII; Flavio Chigi (1689-1693) che ampliò ed abbellì la cattedrale; Vicenzo Maria Orsini (1715-1724), futuro papa Benedetto XIII.
Dal XVI secolo la sede di Porto e Santa Rufina fu riservata al vice decano del Collegio cardinalizio; quando il decano cessava dal suo servizio per decesso o per elezione al papato, gli succedeva il cardinale vescovo di Porto e Santa Rufina, che optava per la sede suburbicaria di Ostia e Velletri, che era propria del decano. Questa prassi comportò episcopati generalmente molto brevi, anche di pochi mesi.
La diocesi era vastissima, andando dal Tevere a sud fino alla via Flaminia a est e ai Monti della Tolfa a nord, ma praticamente spopolata e devastata dalla malaria. Nel 1692 la popolazione residente si aggirava attorno alle 4.000 unità, mentre da una statistica ufficiale del 1853, risultava una popolazione complessiva di appena 3.030 abitanti. I centri abitati erano pochi e sparsi qua e là sul territorio; tra questi i maggiori erano Castelnuovo, Fiumicino, Cesano, Riano e Cerveteri, dove si trovavano le uniche parrocchie della diocesi. All'inizio del XIX secolo la diocesi si trovava in un tale stato di abbandono, che il cardinale Leonardo Antonelli la definì «uno scheletro arido e spolpato», indicandone le cause del declino nelle invasioni saracene del Medioevo e nell'insalubrità del clima. Tutto questo malgrado nella seconda metà del Settecento ci furono dei tentativi di mettere in atto una certa attività pastorale, con l'appoggio delle Maestre Pie, dei Gesuiti e la creazione di alcune parrocchie. La diocesi non aveva nemmeno una cattedrale, essendo quella di Sant'Ippolito a Porto oramai in decadenza, e un centro con il palazzo episcopale ed il seminario. Di fatto la sede esisteva solo perché associata al titolo cardinalizio.
Per ovviare a questi inconvenienti, il 10 dicembre 1825 Civitavecchia fu separata dalla diocesi di Viterbo e Toscanella e unita a quella di Porto e Santa Rufina; ma questa unione durò per poco tempo, fino al 14 giugno 1854, quando Civitavecchia fu nuovamente resa indipendente e unita a Corneto (odierna diocesi di Civitavecchia-Tarquinia).
Il cardinale Bartolomeo Pacca, tra il 1821 ed il 1830, restaurò la cattedrale di Sant'Ippolito, ristrutturò l'annesso episcopio e ornò il suo cortile con reperti provenienti dagli scavi dell'antica città di Porto.
Il 5 maggio 1914 papa Pio X, con il motu proprio Edita a Nobis, abolì il conferimento della sede di Porto e Santa Rufina al vice decano del Collegio cardinalizio. Lo stesso motu proprio stabilì che da quel momento in poi il decano del Sacro Collegio avrebbe unito la sede di cui era titolare con quella di Ostia e conseguentemente gli episcopati dei vescovi di Porto e Santa Rufina hanno cessato di essere particolarmente brevi.
Nel 1921 la popolazione della diocesi era pari a circa 10.000 abitanti, a cui se ne aggiungevano circa 12.000 che vi risiedevano stagionalmente per i lavori agricoli. Sorgevano 19 parrocchie. Il territorio rimase pressoché spopolato fino alle bonifiche degli anni trenta, che estirparono la malaria. La crescita della città di Roma e dei suoi dintorni e la bonifica del territorio portò in pochi decenni ad un aumento notevole della popolazione diocesana, dai circa 50.000 abitanti nel 1950 ai circa 300.000 nel 2000.
Nel 1926 il gesuita tedesco Leopold Fonck diede inizio alla costruzione di una chiesa, in località La Storta, che avrebbe voluto dedicare a santa Margherita Maria Alacoque, i lavori rimasero incompiuti fino a quando nel 1948 il cardinale Tisserant non li riprese, progettando di istituire a La Storta il centro della diocesi. Nel giro di due anni la costruzione fu completata e dedicata ai Sacri Cuori di Gesù e Maria il 25 marzo 1950; il 7 marzo era stata elevata al rango di nuova cattedrale della diocesi, al posto della precedente chiesa dei Santi Ippolito e Lucia, con il decreto Episcopalis Cathedra della Congregazione Concistoriale. Contestualmente furono edificati il palazzo vescovile, la sede della curia diocesana e il seminario. Il 25 febbraio 1953 fu istituito il capitolo della cattedrale con la bolla Qui cognoverit di papa Pio XII.
Nel corso del Novecento furono stabiliti con più precisione i confini tra la sede suburbicaria e la diocesi di Roma. Il 5 gennaio 1946 le contigue parrocchie di Santa Maria Immacolata a Grottarossa e dei Santi Urbano e Lorenzo a Prima Porta, entrambe sulla via Flaminia, furono annesse alla diocesi romana. Il 5 aprile 1954 e l'8 febbraio 1965 vennero ridefiniti nel dettaglio i confini tra le due diocesi, in larga parte separate tra loro dal Grande Raccordo Anulare.
Con la riforma delle sedi suburbicarie decisa da papa Giovanni XXIII nel 1962 con il motu proprio Suburbicariis sedibus, ai cardinali di Porto e Santa Rufina rimase solo il titolo della sede suburbicaria, mentre il governo pastorale della diocesi venne affidato ad un vescovo residenziale pleno iure. Questa disposizione entrò in vigore con la nomina, il 2 febbraio 1967, di Andrea Pangrazio, il primo vescovo, non cardinale, di Porto e Santa Rufina.
Il 30 settembre 1986 la diocesi ha assunto la denominazione di sede suburbicaria di Porto-Santa Rufina per la plena unione delle due sedi.
Dal 12 febbraio 2022 è unita in persona episcopi alla diocesi di Civitavecchia-Tarquinia.

## Cronotassi dei vescovi
Si omettono i periodi di sede vacante non superiori ai 2 anni o non storicamente accertati.

### Vescovi e cardinali vescovi di Porto
- Sant'Ippolito † (III secolo)
- Gregorio I † (menzionato nel 314)[24]
- Eraclida † (seconda metà del IV secolo)[25]
- Donato † (IV/V secolo)[26]
- Anonimo † (IV/V secolo)[27]
- Pietro † (menzionato nel 465)[28]
- Glicerio ? † (menzionato nel 474 circa)[29]
- Erennio † (menzionato nel 487)[30]
- Casto † (prima del 501 - dopo il 502)[31]
- Felice † (primavera 590 - dopo il 599)[32]
- Albino † (menzionato nel 649)
- Giovanni I † (prima del 679 - dopo il 692)
- Giorgio † (prima del 710 - dopo il 721)
- Gregorio II † (prima del 732 - dopo il 745)[33]
- Citonato † (prima del 767 - dopo il 769)[34]
- Giovanni II † (menzionato nel 797)
- Stefano † (menzionato nell'826)[35]
- Rodoaldo † (prima dell'853 - 864 deposto)
- Formoso † (864 - 30 giugno 876 deposto)[36]
- Valperto † (876 - dopo l'879)
- Valentino † (menzionato a giugno 883)
- Formoso † (dopo giugno 883 - settembre/ottobre 891 eletto papa) (per la seconda volta)[36]
- Silvestro † (menzionato nell'898)
- Crisogono † (dopo il 904)
- Costantino † (menzionato nel 956)
- Benedetto I † (circa 960 - febbraio 964 deposto)[37]
- Benedetto I † (prima di aprile 967 - dopo maggio 969) (per la seconda volta)[37]
- Gregorio III † (menzionato nel 991)
- Benedetto II † (prima del 998 - dopo giugno 1029)[38]
- Giovanni III † (prima di novembre 1034 - circa 1048 deceduto)[39]
- Giovanni IV † (prima di aprile 1048[40] - circa 1050 deceduto[41])
- Rolando † (? - 10 luglio 1057 deceduto)[41]
- Giovanni V † (prima del 18 ottobre 1057 - 20 aprile 1085 scomunicato)[41]
  - Pietro † (1080 - circa 1085 deceduto) (pseudocardinale dell'antipapa Clemente III)
  - Giovanni V † (circa 1085 - dopo il 1089) (pseudocardinale dell'antipapa Clemente III)[41]
- Giovanni VI † (prima di maggio 1087 - dopo febbraio 1095 deceduto)[41]
- Maurizio † (prima del 1098 - primavera 1102 deceduto)[42]

### Vescovi e cardinali vescovi di Santa Rufina (o Selva Candida)
- Adeodato † (prima del 501 - dopo il 502)[43]
- Valentino † (prima del 544 - dopo il 553)[44]
- Vito[45] † (prima del 679 - dopo il 680)
- Niceta † (menzionato nel 710)
- Tiberio † (menzionato nel 721)
- Epifanio † (menzionato nel 732)[46]
- Benedetto I † (menzionato nel 742)
- Epifanio o Teofanio † (menzionato nel 743 - dopo il 745)[47]
- Gregorio I † (prima del 761 - dopo il 769)[48]
- Giovanni † (prima dell'823 - dopo l'826)
- Leone I † (prima dell'853 - dopo l'861)[49]
- Tidone ? † (menzionato nell'869)
- Gregorio II † (menzionato nell'879)
- Benedetto II † (menzionato nell'884)
- Ildebrando † (prima del 905[50] - dopo il 910)
- Guido (Widone o Tidone) † (prima del 963 - dopo il 975)[51]
- Crescenzio I † (menzionato nel 993)
- Benedetto III † (prima del 1012 - dopo il 1016)
- Gregorio III † (? - circa 1025 deceduto)
- Pietro † (circa 1025 - dopo novembre 1037[52])[53]
- Crescenzio II † (prima di aprile 1044 - dopo maggio 1050 deceduto)[54]
- Umberto di Silva Candida, O.S.B. † (circa 1051 - 5 maggio 1061 deceduto)
- Mainardo (o Maginardo), O.S.B. † (16 maggio 1061 - febbraio/marzo 1073 deceduto)[55]
  - Adalberto o Alberto, O.S.B. † (prima di novembre 1084 - febbraio 1102 eletto antipapa) (pseudocardinale dell'antipapa Clemente III)[56]
  - Sede vacante

### Cardinali vescovi di Porto e Santa Rufina
- Pietro † (1102 - circa 1134 deceduto)[57][58]
- Teodevino, C.R.S.A. † (dicembre 1134 - circa 1153 deceduto)
- Cencio † (marzo/aprile 1154 - dopo il 13 giugno 1157 deceduto)[59]
- Bernardo, Can.Reg.S.Fred. † (dicembre 1158 - 18 agosto 1176 deceduto)[60]
- Guglielmo da Pavia † (17 dicembre 1176 - 18 gennaio 1178 deceduto)[61]
- Teodino degli Atti, O.S.B. † (1178 - 1186 deceduto)
- Bobone † (maggio/giugno 1189 - prima di agosto 1190 deceduto)[62]
- Pietro Gallozia † (prima del 20 agosto 1190 - dopo il 25 febbraio 1211 deceduto)[63]
- Benedetto † (prima del 26 ottobre 1213 - dopo il 7 marzo 1216 deceduto)[64]
- Cinzio (o Cencio) † (1217 - 1218 deceduto)
- Beato Corrado di Urach, O.Cist. † (8 gennaio 1219 - 30 settembre 1227 deceduto)
- Romano Bonaventura † (prima del 18 agosto 1234 - 1243 deceduto)
- Ottone di Monteferrato † (28 maggio 1244 - 1251 deceduto)
- Giacomo Della Porta, O.Cist. † (dicembre 1251 - 19 novembre 1253 deceduto)
  - Sede vacante (1254-1261)
- Giovanni da Toledo, O.Cist. † (24 dicembre 1261 - 13 luglio 1275 deceduto)
  - Sede vacante (1275-1278)
- Robert Kilwardby, O.P. † (12 marzo 1278 - 12 settembre 1279 deceduto)
- Bernard de Languissel † (12 aprile 1281 - 23 luglio o 19 settembre 1291 deceduto)
- Matteo d'Acquasparta, O.F.M. † (1291 - 28 o 29 ottobre 1302 deceduto)
- Giovanni Minio da Morrovalle, O.F.M. † (15 dicembre 1302 - agosto 1312 deceduto)
- Jacques d'Euse † (prima del 22 maggio 1313 - 7 agosto 1316 eletto papa con il nome di Giovanni XXII)
- Bernard de Castanet † (17 o 18 dicembre 1316 - 14 agosto 1317 deceduto)
- Bérenger de Frédol il Giovane † (22 agosto 1317 - novembre 1323 deceduto)
  - Sede vacante (1323-1328)
- Pierre d'Arrablay † (dicembre 1328 - marzo 1331 deceduto)
- Jean-Raymond de Comminges † (1331 - 20 novembre 1344 o 1348 deceduto)
- Bernardo d'Albi † (19 gennaio 1349 - 13 o 23 novembre 1350 deceduto)
- Guy de Boulogne † (1350 - 25 novembre 1373 deceduto)
- Pietro Corsini † (1374 - 16 agosto 1405 deceduto)
  - Berenguer de Anglesola † (29 maggio 1406 - 23 o 26 agosto 1408 deceduto) (pseudocardinale dell'antipapa Benedetto XIII)
- Antonio Correr, C.R.S.G.A. † (9 maggio 1409 - 14 marzo 1431 nominato vescovo di Ostia e Velletri)
  - Antonio Caetani † (2 luglio 1409 - 2 o 11 gennaio 1412 deceduto) (illegittimo)
  - Louis de Bar † (23 settembre 1412 - 23 giugno 1430 deceduto) (pseudocardinale dell'antipapa Benedetto XIII)
- Branda Castiglioni † (14 marzo 1431 - 29 gennaio 1440 nominato vescovo di Sabina)
  - Sede vacante (1440-1444)
- Domingo Ram y Lanaja, C.R.S.A. † (7 marzo 1444 - 25 aprile 1445 deceduto)
- Francesco Condulmer † (aprile 1445 - 30 ottobre 1453 deceduto)
- John Kemp † (28 luglio 1452 - 22 marzo 1454 deceduto) (vescovo di Santa Rufina)
- Guillaume d'Estouteville, O.S.B.Clun. † (1454 - 26 ottobre 1461 nominato vescovo di Ostia e Velletri)
- Juan de Carvajal † (26 ottobre 1461 - 6 dicembre 1469 deceduto)
- Richard Olivier de Longueil † (1469[65] - 19 agosto 1470 deceduto)
- Filippo Calandrini † (30 agosto 1471 - 18 o 22 luglio 1476 deceduto)
- Rodrigo Borgia † (24 luglio 1476 - 11 agosto 1492 eletto papa con il nome di Alessandro VI)
- Giovanni Michiel † (31 agosto 1492 - 10 aprile 1503 deceduto)
- Jorge da Costa † (dopo il 10 aprile 1503 - 18 settembre 1508 deceduto)
- Raffaele Sansoni Galeotti Riario † (22 settembre 1508 - 20 gennaio 1511 nominato vescovo di Ostia e Velletri)
- Domenico Grimani † (20 gennaio 1511 - 27 agosto 1523 deceduto)
- Francesco Soderini † (9 dicembre 1523 - 18 dicembre 1523 nominato vescovo di Ostia e Velletri)
- Niccolò Fieschi † (18 dicembre 1523 - 20 maggio 1524 nominato vescovo di Ostia e Velletri)
- Alessandro Farnese † (20 maggio 1524 - 15 giugno 1524 nominato vescovo di Ostia e Velletri)
- Antonio Maria Ciocchi del Monte † (15 giugno 1524 - 20 settembre 1533 deceduto)
- Giovanni Piccolomini † (26 settembre 1533 - 26 febbraio 1535 nominato vescovo di Ostia e Velletri)
- Giovanni Domenico De Cupis † (26 febbraio 1535 - 28 novembre 1537 nominato vescovo di Ostia e Velletri)
- Bonifacio Ferrero † (28 novembre 1537 - 2 gennaio 1543 deceduto)
- Antonio Sanseverino, O.S.Io.Hier. † (8 gennaio 1543 - 17 agosto 1543 deceduto)
- Marino Grimani † (24 settembre 1543 - 28 settembre 1546 deceduto)
- Giovanni Salviati † (8 ottobre 1546 - 28 ottobre 1553 deceduto)
- Gian Pietro Carafa † (29 novembre 1553 - 11 dicembre 1553 nominato vescovo di Ostia e Velletri)
- Jean du Bellay † (11 dicembre 1553 - 29 maggio 1555 nominato vescovo di Ostia e Velletri)
- Rodolfo Pio † (29 maggio 1555 - 18 maggio 1562 nominato vescovo di Ostia e Velletri)
- Francesco Pisani † (18 maggio 1562 - 12 maggio 1564 nominato vescovo di Ostia e Velletri)
- Federico Cesi † (12 maggio 1564 - 28 gennaio 1565 deceduto)
- Giovanni Gerolamo Morone † (7 febbraio 1565 - 3 luglio 1570 nominato vescovo di Ostia e Velletri)
- Cristoforo Madruzzo † (3 luglio 1570 - 5 luglio 1578 deceduto)
- Alessandro Farnese il giovane † (9 luglio 1578 - 5 dicembre 1580 nominato vescovo di Ostia e Velletri)
- Fulvio Giulio della Corgna † (5 dicembre 1580 - 2 marzo 1583 deceduto)
- Giacomo Savelli † (9 marzo 1583 - 5 dicembre 1587 deceduto)
- Giovanni Antonio Serbelloni † (11 dicembre 1587 - 2 marzo 1589 nominato vescovo di Ostia e Velletri)
- Alfonso Gesualdo † (2 marzo 1589 - 20 marzo 1591 nominato vescovo di Ostia e Velletri)
- Innico d'Avalos d'Aragona, O.S.Iacobi † (20 marzo 1591 - 20 febbraio 1600 deceduto)
- Tolomeo Gallio † (21 febbraio 1600 - 19 febbraio 1603 nominato vescovo di Ostia e Velletri)
- Girolamo Rusticucci † (19 febbraio 1603 - 14 giugno 1603 deceduto)
- Girolamo Simoncelli † (16 giugno 1603 - 24 febbraio 1605 deceduto)
- Domenico Pinelli † (1º giugno 1605 - 7 febbraio 1607 nominato vescovo di Ostia e Velletri)
- Girolamo Bernerio, O.P. † (7 febbraio 1607 - 5 agosto 1611 deceduto)
- Antonio Maria Galli † (17 agosto 1611 - 16 settembre 1615 nominato vescovo di Ostia e Velletri)
- Antonio Maria Sauli † (16 settembre 1615 - 6 aprile 1620 nominato vescovo di Ostia e Velletri)
- Giovanni Evangelista Pallotta † (6 aprile 1620 - 22 agosto 1620 deceduto)
- Benedetto Giustiniani † (31 agosto 1620 - 27 marzo 1621 deceduto)
- Francesco Maria Bourbon del Monte Santa Maria † (29 marzo 1621 - 27 settembre 1623 nominato vescovo di Ostia e Velletri)
- Francesco Sforza † (27 settembre 1623 - 9 settembre 1624 deceduto)
- Ottavio Bandini † (16 settembre 1624 - 7 settembre 1626 nominato vescovo di Ostia e Velletri)
- Giovanni Battista Deti † (7 settembre 1626 - 20 agosto 1629 nominato vescovo di Ostia e Velletri)
- Domenico Ginnasi † (20 agosto 1629 - 15 luglio 1630 nominato vescovo di Ostia e Velletri)
- Carlo Emmanuele Pio di Savoia seniore † (15 luglio 1630 - 28 marzo 1639 nominato vescovo di Ostia e Velletri)
- Marcello Lante † (28 marzo 1639 - 1º luglio 1641 nominato vescovo di Ostia e Velletri)
- Pier Paolo Crescenzi † (1º luglio 1641 - 19 febbraio 1645 deceduto)
- Francesco Cennini de' Salamandri † (6 marzo 1645 - 2 ottobre 1645 deceduto)
- Giulio Roma † (23 ottobre 1645 - 29 aprile 1652 nominato vescovo di Ostia e Velletri)
- Carlo de' Medici † (29 aprile 1652 - 23 settembre 1652 nominato vescovo di Ostia e Velletri)
- Francesco Barberini seniore † (23 settembre 1652 - 11 ottobre 1666 nominato vescovo di Ostia e Velletri)
- Marzio Ginetti † (11 ottobre 1666 - 1º marzo 1671 deceduto)
- Francesco Maria Brancaccio † (18 marzo 1671 - 9 gennaio 1675 deceduto)
- Ulderico Carpegna † (28 gennaio 1675 - 24 gennaio 1679 deceduto)
- Cesare Facchinetti † (6 febbraio 1679 - 8 gennaio 1680 nominato vescovo di Ostia e Velletri)
- Carlo Rossetti † (8 gennaio 1680 - 23 novembre 1681 deceduto)
- Niccolò Albergati-Ludovisi † (1º dicembre 1681 - 15 febbraio 1683 nominato vescovo di Ostia e Velletri)
- Alderano Cybo-Malaspina † (15 febbraio 1683 - 10 novembre 1687 nominato vescovo di Ostia e Velletri)
- Pietro Vito Ottoboni † (10 novembre 1687 - 6 ottobre 1689 eletto papa con il nome di Alessandro VIII)
- Flavio Chigi † (19 ottobre 1689 - 13 settembre 1693 deceduto)
- Giacomo Franzoni † (28 settembre 1693 - 9 dicembre 1697 deceduto)
- Paluzzo Paluzzi Altieri degli Albertoni † (27 gennaio 1698 - 29 giugno 1698 deceduto)
- Emmanuel Théodose de la Tour d'Auvergne † (21 luglio 1698 - 15 dicembre 1700 nominato vescovo di Ostia e Velletri)
- Niccolò Acciaioli † (15 dicembre 1700 - 18 marzo 1715 nominato vescovo di Ostia e Velletri)
- Vincenzo Maria Orsini da Gravina † (19 marzo 1715 - 29 maggio 1724 eletto papa con il nome di Benedetto XIII)
- Fabrizio Paolucci † (12 giugno 1724 - 19 novembre 1725 nominato vescovo di Ostia e Velletri)
- Francesco Pignatelli, C.R. † (19 novembre 1725 - 5 dicembre 1734 deceduto)
- Pietro Ottoboni † (15 dicembre 1734 - 3 settembre 1738 nominato vescovo di Ostia e Velletri)
- Tommaso Ruffo † (3 settembre 1738 - 29 agosto 1740 nominato vescovo di Ostia e Velletri)
- Lodovico Pico della Mirandola † (29 agosto 1740 - 10 agosto 1743 deceduto)
- Annibale Albani † (9 settembre 1743 - 21 ottobre 1751 deceduto)
- Pier Luigi Carafa † (15 novembre 1751 - 9 aprile 1753 nominato vescovo di Ostia e Velletri)
- Raniero d'Elci † (9 aprile 1753 - 12 gennaio 1756 nominato vescovo di Ostia e Velletri)
- Giovanni Antonio Guadagni, O.C.D. † (12 gennaio 1756 - 15 gennaio 1759 deceduto)
- Francesco Scipione Maria Borghese † (12 febbraio 1759 - 21 giugno 1759 deceduto)
- Giuseppe Spinelli † (13 luglio 1759 - 13 luglio 1761 nominato vescovo di Ostia e Velletri)
- Camillo Paolucci † (13 luglio 1761 - 11 giugno 1763 deceduto)
- Federico Marcello Lante Montefeltro della Rovere † (18 luglio 1763 - 3 marzo 1773 deceduto)
- Gian Francesco Albani † (15 marzo 1773 - 18 dicembre 1775 nominato vescovo di Ostia e Velletri)
- Carlo Rezzonico † (29 gennaio 1776 - 26 gennaio 1799 deceduto)
- Leonardo Antonelli † (2 aprile 1800 - 3 agosto 1807 nominato vescovo di Ostia e Velletri)
- Luigi Valenti Gonzaga † (3 agosto 1807 - 29 dicembre 1808 deceduto)
- Alessandro Mattei † (27 marzo 1809 - 26 settembre 1814 nominato vescovo di Ostia e Velletri)
- Giuseppe Maria Doria Pamphilj † (26 settembre 1814 - 10 febbraio 1816 deceduto)
- Antonio Dugnani † (8 marzo 1816 - 19 ottobre 1818 deceduto)
- Giulio Maria della Somaglia † (21 dicembre 1818 - 29 maggio 1820 nominato vescovo di Ostia e Velletri)
- Michele Di Pietro † (29 maggio 1820 - 2 luglio 1821 deceduto)

### Cardinali vescovi di Porto, Santa Rufina e Civitavecchia
- Bartolomeo Pacca † (13 agosto 1821 - 5 luglio 1830 nominato vescovo di Ostia e Velletri)
- Pietro Francesco Galleffi † (5 luglio 1830 - 18 giugno 1837 deceduto)
- Emmanuele De Gregorio † (2 ottobre 1837 - 7 novembre 1839 deceduto)
- Giovanni Francesco Falzacappa † (22 novembre 1839 - 18 novembre 1840 deceduto)
- Carlo Maria Pedicini † (14 dicembre 1840 - 19 novembre 1843 deceduto)
- Vincenzo Macchi † (22 gennaio 1844 - 11 giugno 1847 nominato vescovo di Ostia e Velletri)
- Luigi Lambruschini, B. † (11 luglio 1847 - 12 maggio 1854 deceduto)

### Cardinali vescovi di Porto e Santa Rufina
- Mario Mattei † (23 giugno 1854 - 17 dicembre 1860 nominato vescovo di Ostia e Velletri)
- Costantino Patrizi Naro † (17 dicembre 1860 - 8 ottobre 1870 nominato vescovo di Ostia e Velletri)
- Luigi Amat di San Filippo e Sorso † (8 ottobre 1870 - 12 marzo 1877 nominato vescovo di Ostia e Velletri)
- Camillo Di Pietro † (12 marzo 1877 - 15 luglio 1878 nominato vescovo di Ostia e Velletri)
- Carlo Sacconi † (15 luglio 1878 - 24 marzo 1884 nominato vescovo di Ostia e Velletri)
- Jean-Baptiste-François Pitra, O.S.B. † (24 marzo 1884 - 9 febbraio 1889 deceduto)
- Luigi Oreglia di Santo Stefano † (24 maggio 1889 - 30 novembre 1896 nominato vescovo di Ostia e Velletri)
- Lucido Maria Parocchi † (30 novembre 1896 - 15 gennaio 1903 deceduto)
- Serafino Vannutelli † (22 giugno 1903 - 19 agosto 1915 deceduto)[66]
- Antonio Vico † (6 dicembre 1915 - 25 febbraio 1929 deceduto)
- Tommaso Pio Boggiani, O.P. † (15 luglio 1929 - 26 febbraio 1942 deceduto)
- Eugène Tisserant † (18 febbraio 1946 - 18 novembre 1966 dimesso)[67]

### Cardinali vescovi del titolo suburbicario di Porto e Santa Rufina, poi Porto-Santa Rufina
Fino al 1986 Cardinali vescovi di Porto e Santa Rufina, poi Cardinali vescovi di Porto-Santa Rufina.
- Eugène Tisserant † (18 novembre 1966 - 21 febbraio 1972 deceduto)
- Paolo Marella † (15 marzo 1972 - 15 ottobre 1984 deceduto)
- Agostino Casaroli † (25 maggio 1985 - 9 giugno 1998 deceduto)
- Roger Etchegaray † (24 giugno 1998 - 4 settembre 2019 deceduto)
- Beniamino Stella, dal 1º maggio 2020

### Vescovi di Porto e Santa Rufina, poi Porto-Santa Rufina
Fino al 1986 vescovi di Porto e Santa Rufina, poi vescovi di Porto-Santa Rufina.
- Andrea Pangrazio † (2 febbraio 1967 - 7 dicembre 1984 ritirato)
- Pellegrino Tomaso Ronchi, O.F.M.Cap. † (7 dicembre 1984 - 9 novembre 1985 dimesso)
- Diego Natale Bona † (9 novembre 1985 - 17 gennaio 1994 nominato vescovo di Saluzzo)
- Antonio Buoncristiani (21 luglio 1994 - 23 maggio 2001 nominato arcivescovo di Siena-Colle di Val d'Elsa-Montalcino)
- Gino Reali (23 febbraio 2002 - 5 maggio 2021 dimesso)
- Gianrico Ruzza, dal 12 febbraio 2022[68]

## Santi e Beati venerati in diocesi
Elenco dei santi e dei beati venerati in diocesi:
- Sant'Ippolito, patrono della diocesi (23 agosto)
- Santi Marziale, Saturnino, Epitteto, Maprile, Felice e compagni martiri (22 agosto)
- San Giacinto (27 luglio)
- Santi Eutropio, Zosima e Bonosa (15 luglio)
- Sante Rufina e Seconda, patrone della diocesi (10 luglio)
- Santi Cinquanta Soldati (8 luglio)
- Beata Maria Crocifissa (4 luglio)
- Santi Basilide, Tripode e Mandalo (12 giugno)
- Santa Severa (5 giugno)
- Santi Marcellino e Pietro (2 giugno)

## Statistiche
La diocesi nel 2023 su una popolazione di 476.000 persone contava 418.000 battezzati, corrispondenti all'87,8% del totale.
| anno | popolazione | popolazione | popolazione | presbiteri | presbiteri | presbiteri | presbiteri                | diaconi | religiosi | religiosi | parrocchie |
| anno | battezzati  | totale      | %           | numero     | secolari   | regolari   | battezzati per presbitero | diaconi | uomini    | donne     | parrocchie |
| ---- | ----------- | ----------- | ----------- | ---------- | ---------- | ---------- | ------------------------- | ------- | --------- | --------- | ---------- |
| 1950 | 46.350      | 46.870      | 98,9        | 40         | 26         | 14         | 1.158                     |         | 14        | 110       | 22         |
| 1969 | 108.188     | 109.065     | 99,2        | 104        | 52         | 52         | 1.040                     |         | 125       | 626       | 45         |
| 1980 | 130.000     | 135.000     | 96,3        | 175        | 73         | 102        | 742                       | 1       | 221       | 820       | 51         |
| 1990 | 183.000     | 185.000     | 98,9        | 205        | 79         | 126        | 892                       | 1       | 297       | 804       | 51         |
| 1999 | 237.000     | 247.000     | 96,0        | 204        | 71         | 133        | 1.161                     | 5       | 352       | 916       | 52         |
| 2000 | 253.630     | 259.230     | 97,8        | 181        | 60         | 121        | 1.401                     | 6       | 387       | 880       | 52         |
| 2001 | 254.000     | 260.000     | 97,7        | 193        | 76         | 117        | 1.316                     | 6       | 252       | 910       | 52         |
| 2002 | 273.000     | 280.000     | 97,5        | 199        | 81         | 118        | 1.371                     | 7       | 204       | 880       | 52         |
| 2003 | 300.000     | 307.000     | 97,7        | 174        | 67         | 107        | 1.724                     | 7       | 244       | 764       | 52         |
| 2004 | 300.000     | 307.000     | 97,7        | 215        | 72         | 143        | 1.395                     | 7       | 286       | 674       | 52         |
| 2013 | 396.400     | 398.500     | 99,5        | 232        | 71         | 161        | 1.708                     | 13      | 353       | 748       | 55         |
| 2016 | 374.000     | 418.000     | 89,5        | 189        | 73         | 116        | 1.978                     | 13      | 293       | 711       | 56         |
| 2019 | 386.000     | 437.000     | 88,3        | 148        | 67         | 81         | 2.608                     | 11      | 229       | 701       | 56         |
| 2021 | 395.000     | 449.000     | 88,0        | 133        | 67         | 66         | 2.969                     | 11      | 198       | 608       | 57         |
| 2023 | 418.000     | 476.000     | 87,8        | 142        | 63         | 79         | 2.943                     | 11      | 187       | 609       | 57         |

### Per la sede di Porto
- Francesco Lanzoni, Le diocesi d'Italia dalle origini al principio del secolo VII (an. 604), vol. I, Faenza, 1927, pp. 110–117
- Giuseppe Cappelletti, Le chiese d'Italia dalla loro origine sino ai nostri giorni, Venezia, 1844, vol. I, pp. 493–507
- (LA)  Konrad Eubel, Hierarchia Catholica Medii Aevi, vol. 1, pp. 36-37; vol. 2, p. 60; vol. 3, pp. 56-57; vol. 4, p. 37; vol. 5, p. 41; vol. 6, p. 40

### Per la sede di Santa Rufina
- Francesco Lanzoni, Le diocesi d'Italia dalle origini al principio del secolo VII (an. 604), vol. I, Faenza, 1927, pp. 506–509
- Giuseppe Cappelletti, Le chiese d'Italia dalla loro origine sino ai nostri giorni, Venezia, 1844, vol. I, pp. 508–514